# Glinișce
Glinișce (în ucraineană Глинище, în română Lutăria) este o arie protejată de importanță locală din raionul Adâncata, regiunea Cernăuți (Ucraina), situată la est de satul Tureatca. Este administrată de „Silvicultura Cernăuți” (parcelele 10/15). Aria este situată în imediata apropiere a frontierei româno-ucrainene.
Suprafața ariei protejate constituie 30 de hectare, fiind creată în anul 1979 prin decizia comitetului executiv regional. Statutul a fost acordat pentru protejarea unei porțiuni de pădure de fag cu vârsta cuprinsă între 100 și 120 de ani.